# Renata Mauro
Renata Mauro (n. 17 mai 1934, Milano, Regatul Italiei – d. 28 martie 2009, Biella, Piemont, Italia) a fost o actriță, cântăreață și moderatoare de televiziune italiană.